# Volley-Ball Club Chamalières 2020-2021
Questa voce raccoglie le informazioni riguardanti il Volley-Ball Club Chamalières nelle competizioni ufficiali della stagione 2020-2021.

## Organigramma societario
Area direttiva
- Presidente: Mylène Toubani-Bardet

Area tecnica
- Allenatore: Atman Toubani
- Allenatore in seconda: Guillaume Bonneton

## Rosa
| N° | Nome                  | Ruolo | Data di nascita   | Nazionalità sportiva |
| -- | --------------------- | ----- | ----------------- | -------------------- |
| 1  | Estelle Adiana        | O     | 14 maggio 1997    | Camerun              |
| 2  | Juliette Gelin        | L     | 2 novembre 2001   | Francia              |
| 3  | Nynke Oud             | P     | 29 marzo 1994     | Paesi Bassi          |
| 6  | Ivana Jeremić         | S     | 22 ottobre 1997   | Serbia               |
| 7  | Christelle Tchoudjang | O     | 7 luglio 1989     | Camerun              |
| 8  | Alex Merle            | L     | 10 agosto 2000    | Francia              |
| 10 | Viktorija Grigorova   | C     | 25 luglio 1990    | Bulgaria             |
| 11 | Pilar Victoriá        | S     | 11 ottobre 1995   | Porto Rico           |
| 12 | Layne Van Buskirk     | C     | 19 febbraio 1998  | Canada               |
| 14 | Yolande Amana         | P     | 15 settembre 1997 | Camerun              |
| 19 | Ana Sofía Jusino      | C     | 5 gennaio 1994    | Porto Rico           |
| 20 | Diaris Pérez          | S     | 16 novembre 1998  | Cuba                 |